# Tipula (Lunatipula) zaitzevi
Tipula (Lunatipula) zaitzevi is een tweevleugelige uit de familie langpootmuggen (Tipulidae). De soort komt voor in het Palearctisch gebied.